# پل بسفر

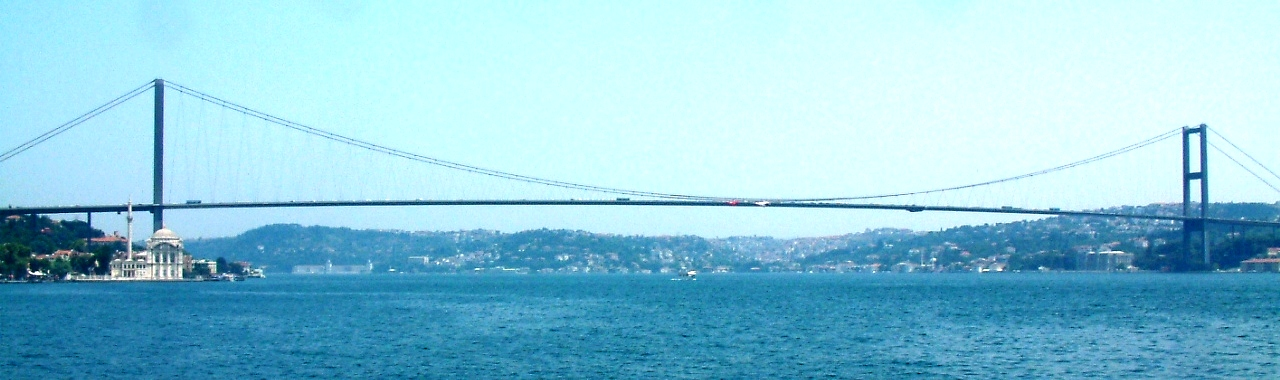
نمای پل بسفر در روز

پل بسفر یا پل نخست بسفر (به ترکی استانبولی: Boğaziçi Köprüsü) پلی است در استانبول که روی تنگهٔ بسفر احداث شده‌است و قسمت آسیاییِ استانبول را به قسمت اروپاییِ این شهر متصل می‌کند. این پل، پلی معلق و فولادی است که ۱۱۵۰ متر طول، ۳۹ متر عرض و ۱۰۵ متر ارتفاع دارد. فاصلهٔ سطح آب تا زیر پل ۶۴ متر است. ساخت این پل در سال ۱۹۷۰ شروع شد و در تاریخ ۳۰ اکتبر ۱۹۷۳ افتتاح شد. این پل بین اورتاکوی در قسمت اروپایی و بَیلَربَیی در قسمت آسیایی استانبول واقع شده‌است.